# Stylurus oculatus
Stylurus oculatus – gatunek ważki z rodziny gadziogłówkowatych (Gomphidae).